# История Кокшетау
История Кокшета́у (каз. Көкшетау қаласының тарихы, Көкшетаудың тарихы) – город в северной части Казахстана, имеет давнюю историю. Кокшетау был основан как военное укрепление (форпост) в 1824 году, в 1895 году получил статус города. С 1944 по 1997 год — административный центр Кокшетауской (до 1993 года — Кокчетавской), с 1999 года — Акмолинской областей.
Традиционной датой основания Кокшетау считается 29 апреля 1824 года.

## Название

### Происхождение названия
Кокшетау назван по названию местности, где был первоначально основан в горах Кокшетау. Название города казахского происхождения, образовано из слов кокше (каз. «көкше» — синеватый, небесно-голубой) и тау (каз. «тау» — гора), означает «синеватая гора». В русской транскрипции, означает, хорошо видных в ясную погоду, синеющих в дали, гор. В российских и советских документах и литературе ранее отмечался как Кокчетав (Кокчетавский).
Буквы "ч" и "в", долгое время использовавшихся в названии города, искажали его смысл и исконное название. О том, что нужно произносить "Кокшетау" а не "Кокчетав", писали еще ученые в конце XIX века. К примеру, в XVIII томе Полного географического описания Отечества, посвященного Казахскому краю, говорится о том, что переселенцы порой неверно произнося слова, искажают их смысл. Потому как слово "тав" в казахском языке не существует, то правильным будет произношение "Кокшетау". Вышеназванный том под редакцией П. П. Семёнова-Тян-Шанского был издан в 1903 году.
Казахское название города в его современной кириллической орфографической форме (каз. Көкшетау; МФА (казах.): [køkɕetɑw]) существует с 1940 года, когда был принят казахский алфавит на основе кириллицы. В русском языке казахское название Көкшетау используется в русифицированном варианте Кокшетау.
Названия местных жителей: «кокшета́ука», «кокшета́уец», «кокшета́уцы» ранее широко использовались также варианты «кокчета́вка», «кокчета́вец», «кокчета́вцы».

### Исторические названия
- станица Кокчетавская — с 1827 по 1868 год.
- Кокчетав —  с 21 октября 1868 года до 7 октября 1993 года.
- Кокшетау — современное название города с 7 октября 1993 года.
  - Көкшетау — казахское название в кириллической орфографической форме.
  - Kókshetaý — казахское название в латинской орфографической форме до 2021 года.
  - Kökşetau — казахское название в латинской орфографической форме с 2021 года.

## Ранняя история Кокшетау
Регион Кокшетау с древнейших времен населяли различные народы. В эпоху бронзы входил в Андроновскую культурную общность, в период раннего железного века территорию современного региона Кокшетау населяли сакские племена. В I—II веках нашей эры на территорию Кокшетауского региона переселились племена хунну. В средние века эти земли входили в состав Тюркского и Кимакского каганатов, Кыпчакского ханства. В первой половине XIII века земли современного Кокшетау были завоёваны войсками Чингизхана и вошел в улус Джучи. В XIII—XV веках регион Кокшетау входил в Ак-Орду (Улус Орда-Ежена), в рамках которой шло завершение формирования казахского народа. Во второй половине XV века образованное в Жетысу Казахское ханство окрепло и в начале XVI века объединило всю казахскую степь (включая регион Кокшетау). Джунгарское ханство, образованное в середине XVII века, представляло большую опасность для казахского народа. В Кокшетау, как и на других землях казахской степи, в кровавых сражениях с джунгарами проявили героизм казахские батыры (Богенбай, Баян, Карасай, Агынтай, Кабанбай, Олжабай и другие). Территория Кокшетау входила в территорию среднего жуза казахов и находилась в северной части Казахского ханства, являясь местом расселения племен аргынов (самый многочисленный в то время и занимавший обширные регионы Северного и Центрального Казахстана), торе, уаков, кыпшаков, найманов, толенгитов и кереев.

## В составе Российской империи

### Появление и становление Кокшетау

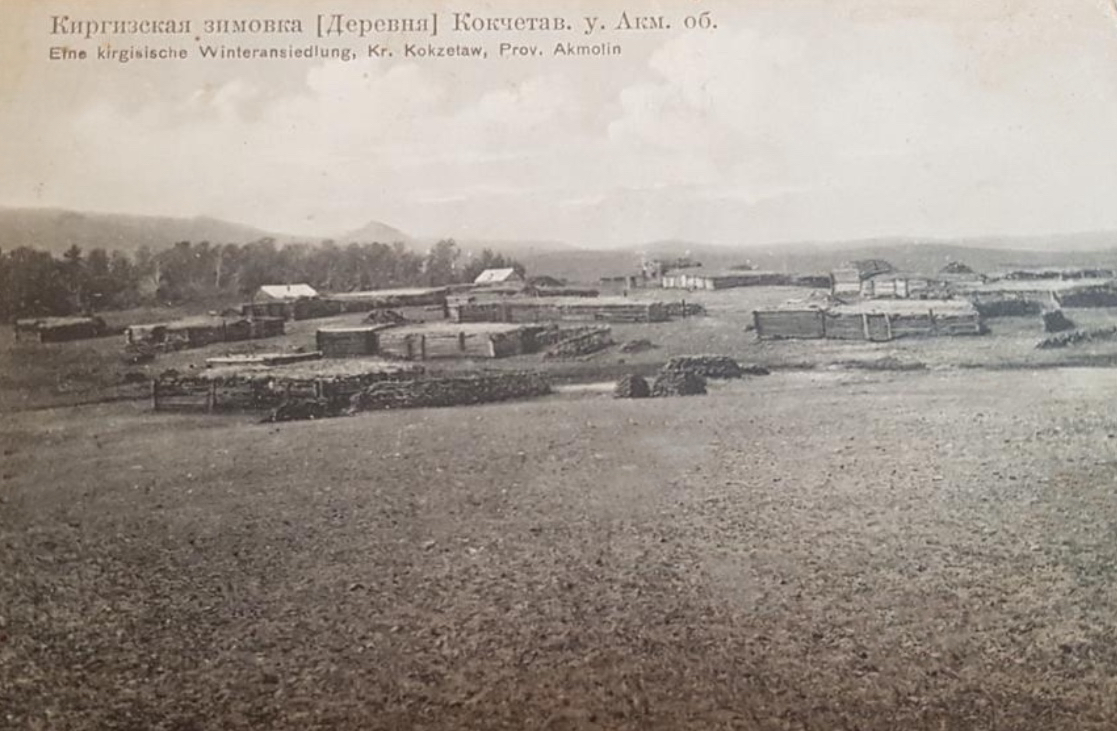
Киргизская зимовка [Деревня] Кокчетав. у. Акм. об. Фотография А. И. Кочешева

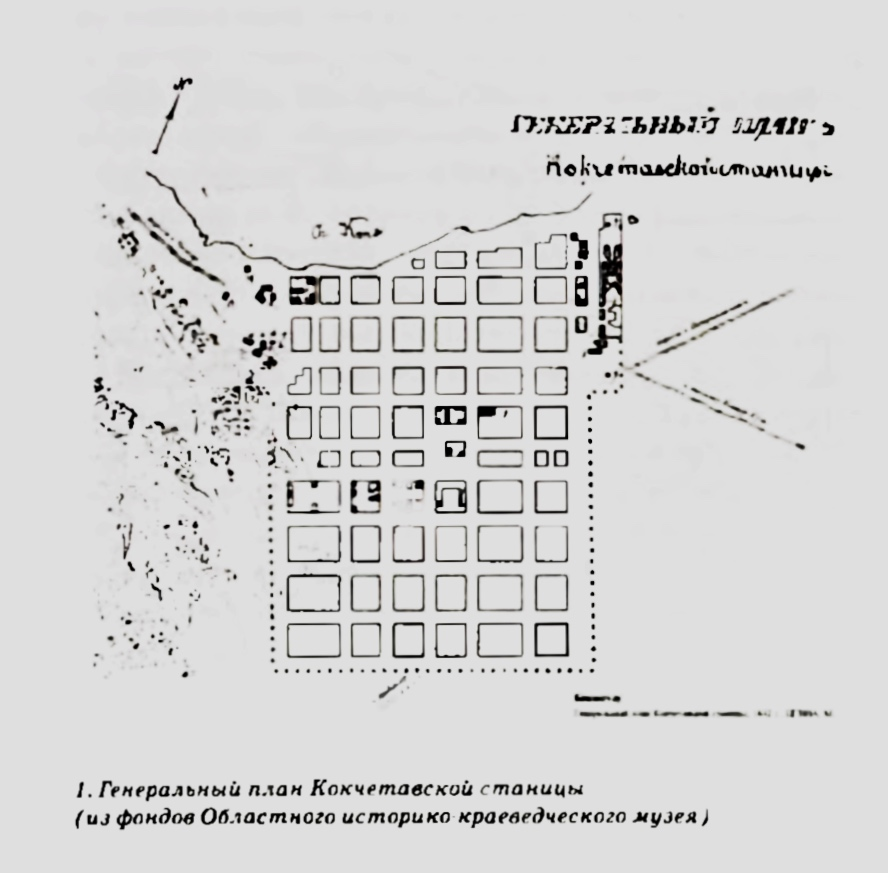
Генеральный план станицы Кокчетавской

Карта Омской области, 1825 год.

История возникновения города тесно связана с событиями присоединения Казахстана к России в середине XVIII в. После смерти Абылая власть хана ослабла, его сын Вали-хан не обладал такими лидерскими качествами, как его отец. С этого времени и началось построение на территории северного Казахстана крепостей и пикетов, служившими форпостами. Для управления присоединенными землями царская администрация создавала так называемые внешние округа и приказы.
В 1822 году императором Александром I был подписан ряд законопроектов, в соответствии с которыми Сибирь была разделена на два губернаторства: Западное и Восточное. В первое вошли Тобольская и Томская губернии и Омская область. Территория, на которой находится нынешний Кокшетау, в составе Среднего жуза, вошла в состав Омской области, при этом пока еще сохранялось внутреннее самоуправление казахских общин. Под руководством М. М. Сперанского и Г. С. Батенькова в 1822 году был разработан «Устав о сибирских киргизах», которым ликвидирована ханская власть в казахских жузах (за исключением Букеевской орды, где ханство упразднено Николаем I в 1845 году).
18 февраля 1824 года, генерал губернатор Петр Михайлович Капцевич в соответствии со своими полномочиями подготовил и финансировал казачий отряд из 300 казаков из г. Омска под командованием подполковника Григоровского об открытии казачьей станицы, которую назвали Кокчетавская.
29 апреля 1824 году в соответствии с Уставом об управлении инородцев 1822 года на южной стороне Кокчетавских (Боровских) гор на берегу Кокчетавского (Большое Чебачье) озера, состоялось открытие Кокчетавского окружного приказа сибирских киргизов (казахов), где собрались представители пяти родов: Атыгаевского, Караульского, Кереевского, Канжигалинского и Кипчакского, в их числе 6 султанов, 57 старшин, 157 биев и других представителей знати, а также большое число простых людей. Председателем приказа (старшим султаном) был избран Габайдулла Валиханов, старший сын последнего хана Среднего жуза Вали. В состав округа вошли 45 000 человек коренного населения. Все они были разделены на 17 волостей.
Эта дата была юридически закреплена указом Правительствующего Сената и считается датой основания города Кокчетава, хотя до закладки поселения на том месте, где сейчас находится город прошло ещё три года. Местное население решительно воспротивилось тому, чтобы новое поселение размещалось на выбранном месте. 30 апреля 1824 года к Григоровскому обратились с настойчивой просьбой султаны и старшины, чтобы окружной приказ перенести от Кокчетавских гор ближе к центру волостей, сначала в урочище Агат между горами Кокшетау и Имантау, а затем в том же году оно было перенесено на 60 км к северо-западу от гор, на левый берег р. Чаглинки в 4 км от оз. Копа. В поисках удобного для поселения места прошли три года.
Наконец, было выбрано удобное, с военной точки зрения, место: с одной стороны сопки, с высот которых можно обозревать значительное пространство, с другой стороны обширное озеро, делающее построенное здесь укрепление неприступным. Был учтен и тот фактор, что близлежащие сопки были покрыты строевым и дровяным лесом, в количестве, позволяющем построить и освоить большое поселение.
Таким образом, летом 1827 года окружной приказ (казачья станица) был перенесён к подножию сопки Букпа, где окончательно обосновалось на южном берегу оз. Копа, где и поныне находится город. Поселение состояло из казачьей станицы Кокчетавская и мещанской слободы. Поселение сохранило название Кокчетавской по названию хорошо видных в ясную погоду, синеющих в дали, гор, по-казахски называемых Кокшетау – "синеватая гора, синегорье"). В станице располагался отряд Сибирского казачьего войска для несения сторожевой службы и охраны торговых караванов, следующих в Россию из Средней Азии.

### XIX век

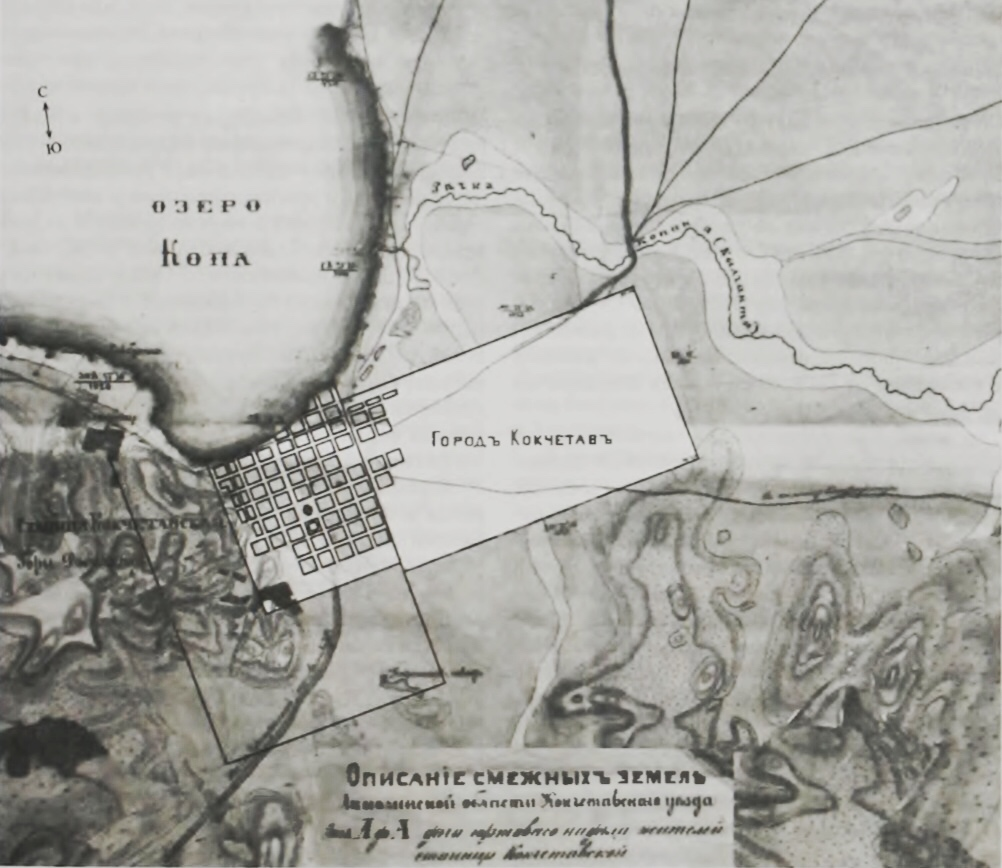
План Кокчетавского уезда. конец 19 в.

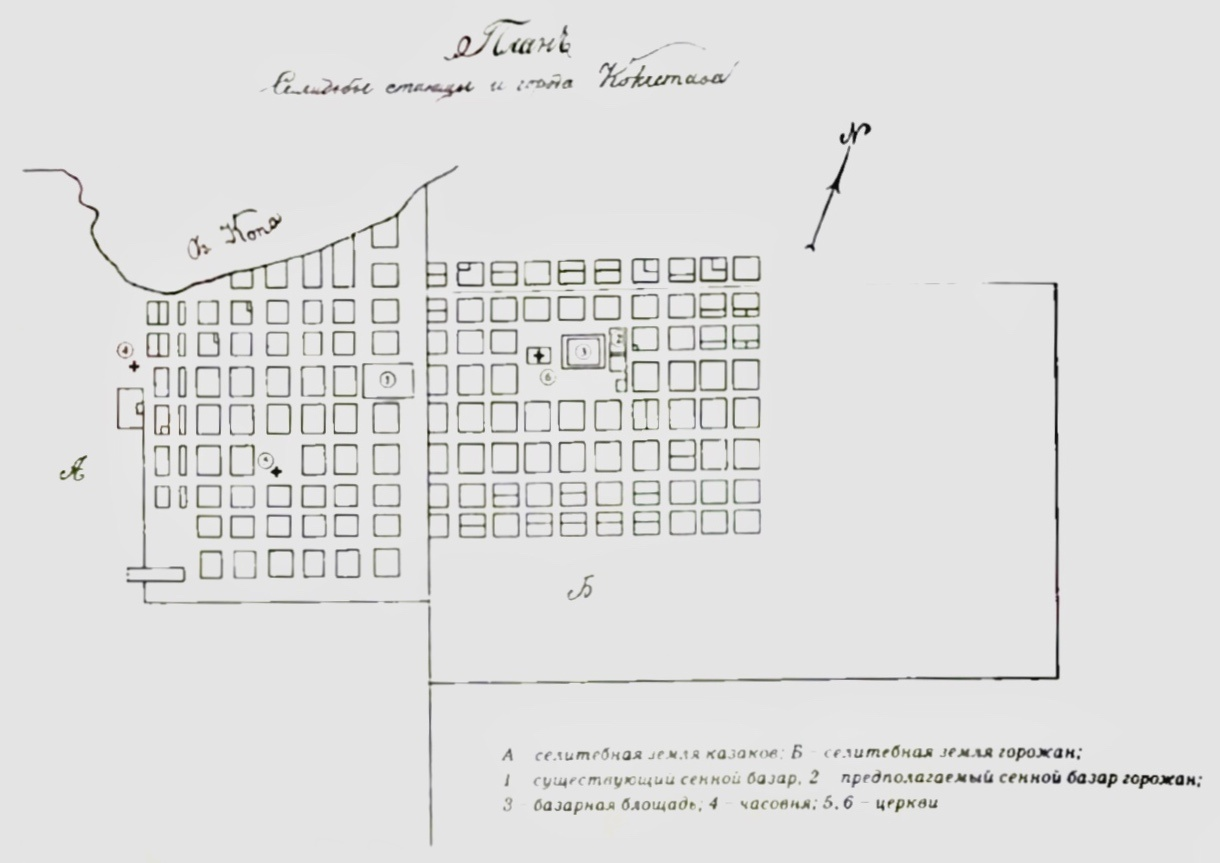
План станицы и города Кокчетава. 1895 г.

С 1847 по 1856 гг. в Кокчетавский и Петропавловский уезды были переселены более 8 тыс. малороссийских казаков и крестьян из российских губерний, в частности Челябинского округа, Оренбургской и Саратовской губерний. Они были прикреплены к землям Сибирского казачьего войска. Переселенцы строили себе добротные дома, вырубая примыкающий к озеру сосновый бор. Но строящаяся станица не имела хозяйского вида, не была благоустроенной. Строения не отличались особой архитектурой, размахом и удобствами. Срубленные деревянные дома строились, как правило, из двух комнат с полатями, разделенных темным коридором. Окна вместо стекол затягивались выделанной скотской брюшиной или сухими пленками бычьих пузырей. В центре станицы на площади размещались церковь св. Георгия (1852) и общественный сад. Бревенчатое сооружение церкви имело в основании неправильный шестиугольник, завершенный куполом на восьмиугольном барабане. Ни церковь, ни часовня не сохранились. Были построены две церкви, отдельно в станице и в мещанской части. Было и две мечети.
В 1868 году была введена новая система управления, внешние округа и власть старших султанов были упразднены. Кокшетау получил статус уездного города в 1868 году с предоставлением прав городского поселения. Это было связано с преобразованием Кокшетауского округа в уезд того же названия, однако полноправным городом он стал лишь в 1895 году. Кокчетавский внешний округ, как уезд вошел в состав Акмолинской области с центром в городе Омске, а станица Кокчетавская стала уездным центром. Уездом управлял уездный начальник Алексей Иванович Туполев, заместителем его был Якуб Валиханов (брат Шокана Валиханова). Станица получила статус города, который стал называться Кокчетавом. Эти данные имеются также в энциклопедическом словаре Брокгауза и Ефрона, там отмечено: «Кокчетав – уездный город Акмолинской области». Уездный центр Акмолинской области (1868–1920 годы). В связи с массовым переселением русских крестьян и казаков он постепенно расширялся и приобрел официально статус города в 1895 году.
У подошвы невысоких холмов, которые видны прямо в конце дороги, и расположен небольшой городок Кокчетав, киргизский Владикавказ; подобно кавказскому, киргизский Владикавказ лежит на плоскости, но гора начинается сейчас же за городом, и городской сад находится уже на горе. Кокчетав едва ли имеет более двух тысяч жителей, весь деревянный, ни одной выдающейся постройки, две церкви и две мечети; из этого уже видно, что половина населения состоит из мусульман; мечети красивее церквей; есть лавочные ряды, в которых торгуют преимущественно татары. Интеллигенция в городе главным образом состоит из казачьих офицеров.
К концу 19 в. город развивался ускоренными темпами. Появляется множество мелких предприятий по переработке сельскохозяйственной продукции, строятся деревянные купеческие
дома, возводится церковь Михаила Архангела. В 1876 году Кокчетав теряет военное значение. Линия и крепость были упразднены, степное самоуправление было ликвидировано. Степь стала составной частью Российской империи и подчиняться ее законам наравне с остальными губерниями. Постройки в городе были преимущественно деревянными. Гостиниц и извозчиков не было. Была построена больница на 15 коек, в штате которой был один врач и фельдшер. В мещанской части было много мелких предприятий: кузницы, ремонтные и другие кустарные мастерские, ветряные и водяные мельницы. Самыми крупными предприятиями в то время были кожевенный завод (весь инвентарь состоял из большого чана и мочильных и дубильных кадок), бойня и салотопка. Было несколько мануфактурных лавок и торговые ряды для торговли мелким товаром. Город оживал во время ежегодных осенних ярмарок, когда съезжались купцы из Петропавловска, Кургана, Омска, Семипалатинска, Акмолы и других мест. На огромной территории возникали ряды балаганов, юрт, ларей, собирались тысячи людей. Предметами торговли были мануфактура, галантерея, лес, предметы домашнего обихода, пушнина и другие товары.
В 1886 году, муллой Кокшетауской мечети, построенной на средства горожан, назначается выходец из Мезгильской волости Наурызбай Таласов, впоследствии известный теолог Науан Хазрет. Ныне архитектурный памятник мусульманского зодчества располагается по улице Ауельбекова.
Окружной приказ в силу своего географического расположения постепенно расширялся, так в Памятной книжке Акмолинской области за 1887 год он отмечен уже не как приказ, а «Кокчетавское городское поселение». По другому источнику – «Словцов И.Я. Путевые записки, веденные во время поездки в Кокчетавский уезд…», он вообще отмечался уже как город. В Киргизской степной газете описывался маршрут предполагаемой поездки губернатора Акмолинской области в 1892 году, где указывается город Кокчетав. В книге «Россия. Полное географическое описание нашего Отечества. Том XVIII», указывается, что по переписи 1897 года в городе Кокчетаве проживало 5 тыс. человек. В Обзоре Акмолинской области за 1898 год в таблице численности населения региона, Кокчетав уже отмечен как уездный город. Еще одним не маловажным источником по истории развития города Кокшетау являются материалы Первой всеобщей переписи населения Российской империи за 1897 год. Статистические сведения из этих материалов доказывают, что Кокчетав в таблице городов Акмолинской области находился уже вместе с другими городами региона.
В 1904 году в городе было построено первое кирпичное здание, принадлежащее богачу польско-литовского происхождения Геннадию Францевичу Шмурлову (сейчас в нем находится историко-краеведческий музей). Но жителей в Кокчетаве еще было маловато. В 1910 году по инициативе горожанина К. И. Захарова был построен из теса первый летний кинотеатр. В 1916 году с постройкой чугунолитейных мастерских была пущена электростанция мощностью 8 Квт в час.

## В годыГражданской войны
После Февральской революции 1917 года в городе был организован Уездный исполнительный комитет. Большевиками в то же время был создан Совет рабочих и солдатских депутатов, который в декабре того же года взял власть в свои руки. В годы Гражданской войны 1917–1922 годов находился под контролем властей «Алашской автономии» (декабрь 1917 – ноябрь 1918 годы), Уфимской директории (ноябрь 1918 года), «Омского правительства» (ноябрь 1918 – осень 1919 годы). В районе Кокшетау активно действовали красные партизаны.
В годы установления Советской власти в Кокчетавском уезде в 1919 году колчаковцы в заброшенном известняковом карьере в юго-восточной части города расстреляли первого председателя Кокчетавского уездного ревкома Медведева, командира Петроградского продотряда Суминов, врача Менбланка, братьев Сухановых из села Макинка, жителей сел Еленовки и Обуховки - А.Бахуринского, Я.Ковтуна, М.Жабского, С.Щербака, Реброва, командиров Красной армии.
Чуть позднее, на могилах, по решению Кокчетавского уездного ревкома, установили надгробный памятник в виде четырех обелисков. В центре была сооружена трибуна. В ноябре 1957 года на братских могилах был установлен новый памятник, в форме плиты на ступенчатом постаменте. Надпись на плите гласила: «Здесь похоронены борцы, погибшие за установление советской власти в Кокчетавском уезде в 1919-1921 гг.». Через 10 лет, в 1967 году, этот памятник заменили другим, состоявшим из железобетонного обелиска и барельефа, на котором были изображены три воина.
12 ноября 1919 года занят частями РККА в ходе Омской операции – составной части Восточного фронта наступления 1919–1920 годов.
11 декабря 1919 года был образован отдел здравоохранения с подoтделами: медицинским, санитарно-эпидемическим, фармацевтическим. В эти же годы была создана комиссия по борьбе с эпидемией сыпного тифа, во главе с врачом Глаголевым М.Н. Чтобы избежать перегрузки лазарета, был открыт особый лазарет для выздоравливающих на 80 коек.
15 декабря 1919 года открылся Народный дом. Здесь были организованы 4 секции: библиотечная, лекционная, музыкально-вокальная и драматическая. Секции организовывали спектакли, концерты, лекции. При Народном доме была открыта музыкальная школа с классами пианино, скрипки и духовых инструментов.
В марте 1920 года в Кокчетаве отделом народного образования создан краеведческий музей. Основу его экспозиции составили различные ценные экспонаты (старинное оружие, предметы восточной культуры), конфискованные у бежавших с Колчаком атаманов и местных богачей. Основала музей группа работников местного исполкома - Пригожий, Жуков и другие.
1 июля 1920 года вышел первый номер газеты "Красный пахарь", орган Кокчетавского уездного организационного бюро РКП (б) и ревкома, считающейся прародительницей существующей и поныне газеты "Степной маяк". Газета издавалась малым тиражом, на оберточной бумаге.

## Город в советское время

### В довоенное время
В 1921 году город был передан в состав т. н. Акмолинской губернии Киргизской АССР, позже переименованную в Казахскую АССР. В связи с образованием Казахской АССР в составе Российской Федерации Кокчетав в составе Акмолинской области выводится из состава Омской губернии.
Вскоре после установления Советской власти было начато строительство железных дорог. 5 августа 1920 года Владимир Ильич Ленин подписал Постановление Совнаркома РСФСР о начале строительстве железной дороги Петропавловск—Кокчетав. Она должна была содействовать освоению богатого сельскохозяйственного региона. В. И. Ленин пристально следил за ходом сооружения дороги, придавал ей исключительно важное значение, называл её ударной продовольственной железнодорожной линией. Строительство железной дороги было завершено в 1922 году, которая стала, так называемым «хлебопроводом» для европейских районов СССР.
В 1923 в Кокчетаве был организован русский педагогический техникум, с 1928 года ставший казахским педучилищем. К 1925 году в городе работало уже 6 школ, из одна казахская и одна татарская. Кроме того, открылась русская семилетняя школа. Во всех школах уже обучалось 1212 человек и работали 32 учителя.
В 1925 году в городе работало пять библиотек, общий фонд которых составлял 12541 книг.
В 1927 был смонтирован первый радиоузел.
В 1928 году был пущен элеватор. Позднее заработали деревоотделочная артель "Красный ломовик" и артель по пошиву швейных изделий "Красное знамя".
В 1928 году все уезды упраздняются и вместо них вводятся районы. Кокчетавский уезд был разделен на несколько районов. Кокчетав становится районным центром Кокчетавского района Кзыл-Джарского округа (затем Петропавловского) Казахской АССР.
С 20 февраля 1932 года по 29 июня 1936 года город Кокчетав входил в состав Карагандинской области как районный центр, а Петропавловск являлся его областным административным центром. С 1936 по 1944 год (также 1997-1999 годы) город Кокчетав относился к Северо-Казахстанской области.
К концу 1935 года в городе появилось электричество, городская баня, были радиофицированы многие общественные заведения.
В 1940 году численность населения города превысила 19 000 человек. Было введено обязательное семилетнее образование. Количество школ выросло до десяти.

### В период Великой Отечественной войны 1941—1945 гг.

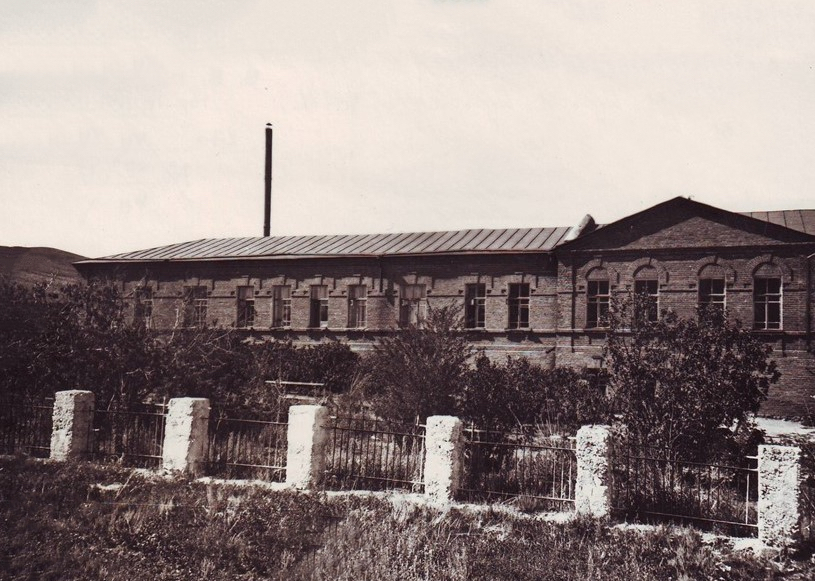
Госпиталь 2447 на территории областной больницы, построен в начале XX-го века в 1916 году

Во время Великой Отечественной войны каждый четвертый горожанин ушел на фронт. 29 кокчетавцев были удостоены звания Героя Советского Союза. Шестеро наших земляков стали полными кавалерами ордена Славы.
В сентябре 1941 г. в годы Великой Отечественной войны в Кокчетав прибыл эшелон с эвакуированными рабочими и оборудование Подольского завода швейных бытовых машин из Московской области, который был размещен и пущен на базе существующего в городе Механического завода, который сразу стал выпускать оборонную продукцию, а также швейная фабрики с Северного Кавказа города Орджоникидзе (ныне Владикавказ). В эшелонах вместе с оборудованием завода прибыли рабочие и их семьи.
С августа 1941 года в городе работал эвакогоспиталь № 2447 для воинов Красной Армии. В дальнейшем в городе разместился и спецгоспиталь № 3602 для раненых немецких военнопленных. Во всех госпиталях, кроме прибывших медработников, работали местные женщины и девушки. Они проходили обучение на специально созданных курсах медсестер. Благодаря их самоотверженному труду удалось вернуть в строй многих бойцов Красной армии. В госпиталях Кокшетау проходили лечение блокадники Ленинграда.
15 марта 1944 года указом Президиума Верховного Совета Казахской ССР была создана Кокчетавская область (с 1993 года - Кокшетауской) с областным центром в городе Кокчетаве, который в это время представлял собой небольшой городок с одноэтажной деревянной застройкой, без благоустройства. В мечети базировались воинские части, в здании на пересечении улиц Чапаева и Ауельбекова - эвакогоспиталь № 2447. Большинство административных учреждений размещалось в деревянных зданиях. Лишь облисполком и обком партии занимали двухэтажные кирпичные дома, ранее принадлежавшие школе и механическому заводу. При механическом заводе был сад. Кроме того, имелись городской сад и два сквера.

### В послевоенное время
В послевоенный период город имел вид разросшегося поселка. Одноэтажная застройка из маломерных домов, преимущественно деревянных и саманных, не отличалась выразительностью
и разнообразием. Немногочисленные крупные сооружения и жилые особняки нач. 20 в. размещались в основном по ул. Советской (ныне ул. Ауэзова). В 1949 году в городе проживало 26 тысяч человек.
Стал набирать силу Механический (в дальнейшем Приборостроительный) завод. Сначала он выпускал оборудование и изделия для швейной промышленности. В дальнейшем был перепрофилирован на выпуск весоизмерительной продукции. В послевоенные года введены в эксплуатацию кирпичный завод, 2-этажное здание сапожного цеха и другие предприятия местпрома. Но город все равно еще был очень мал.

### Развитие экономики и социальной сферы
6 апреля 1954 года Кокшетау географически становится центром казахстанской целины, играет большую роль в освоении целины не только в масштабах области. Весной 1954 года на станцию Кокшетау прибыли первые эшелоны патриотов-целинников из Московской, Белгородской, Воронежской областей, из Молдавской, Белорусской, Украинской ССР.
Совет Министров КазССР рассмотрел Постанавление № 513 от 31 июля 1954 года «О строительстве и благоустройстве города Кокчетава», и был принят генеральный план развития областного центра. В соответствии с этим было намечено строительство гормолзавода, мясокомбината, универмага, книжного магазина и т. д.
В 1950-1960-х годах быстро развивался в связи с освоением целинных земель и промышленным строительством в 60-е гг. Бурный рост населенного пункта начался во второй половине 50-х годов. В 1958 году начала работать швейная фабрика, в 1959 году вступил в строй Завод кислородно-дыхательной аппаратуры, который долгое время был крупнейшим предприятием города с численностью работающих в несколько тысяч человек. С 1954 года в городе стали курсировать автобусы и такси.
Были построены здания кооперативного техникума и многих Домов культуры, построена 3-этажная областная больница. Началось многоэтажное жилищное строительство, появилась первая заасфальтированная улица (ул. К. Маркса, ныне ул. Абая). Изменилась центральная площадь города. Было построено здание Дома Советов (сейчас в нем размещается Министерство природных ресурсов и охраны окружающей среды). По переписи 1959 года население Кокчетава составляло уже 52,9 тысяч человек. В городе издается две областные газеты - на казахском языке "Кокшетау правдасы", на русском языке - "Кокчетавская правда" (с 1944 по 1956 называлась "Сталинское знамя", в мая 1963 года получила название "Степной маяк").
В марте 1960 года город Ленинград взял шефство над Кокчетавской областью, а два крупнейших его района - Державинский и Куйбышевский — взяли шефство над городом Кокчетавом.
Почему бы, собственно, не остаться мне в этом тишайшем углу с горами, озером, церковью (и у церкви – купол, не так, как в Павлодаре), с улицами, где идёшь и идёшь – никого, одни окна, крылечки, деревья. Озеро издали мнится морем, как оно меняет цвета, если сверху глядеть...
В 1966 году в Кокчетаве пребывала известная русская писательница, мемуаристки Анастасия Цветаева, младшая сестра Марины Цветаевой, которая посвятила городу повесть «Старость и молодость» (в первой редакции повесть называлась «Кокчетав»).

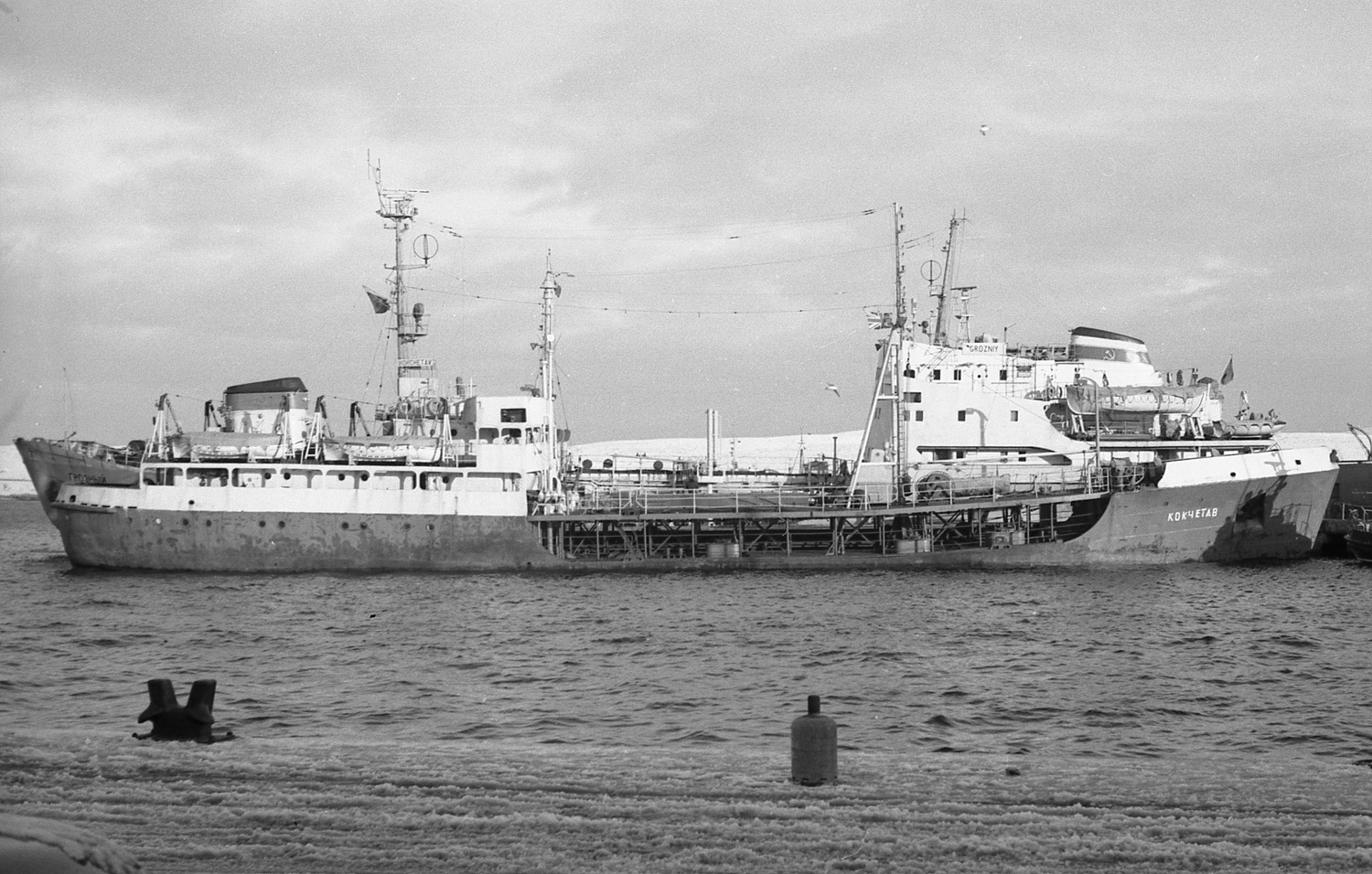
«Кокчетав» в порту Леруика, Северное море, Шетландские острова, Великобритания, Порт Леруик 3 февраля 1968 года

Но наибольшего развития Кокчетав достиг в 1970-1980-е годы.
Все существующие на сегодня в городе школы были построены именно в это время, большими темпами шло жилищное строительство. Был построен Дворец имени В. И. Ленина (ныне Дворец культуры «Кокшетау»), новый аэропорт, который смог принимать на своей полосе большие самолёты, что позволило поддерживать авиасообщение с крупнейшими городами СССР — Москвой, Ленинградом, Алма-Атой и многими другими. Построены новые здания железнодорожного и автобусного вокзалов.
Кокчетав стал крупным узловым авиационным и железнодорожным центром. В летние месяцы это было особенно заметно. Планируя свои поездки, о покупке билетов нужно было задумываться за 30 дней. Чтобы стать обладателем билета приходилось занимать очередь в кассы с вечера, предшествующего дню начала продажи билетов. В городе работают несколько высших учебных заведений и филиалов научно-исследовательских институтов.
24 августа 1976 года в 200 километрах юго-западнее города Кокчетав совершил посадку спускаемый аппарат советского космического корабля «Союз-21». На Землю возвратились космонавты Борис Валентинович Волынов и Виталий Михайлович Жолобов.
В 1977 году численность населения Кокчетав перевалила за стотысячную отметку. В 80-х годах развитие города стало особенно заметным. Кардинально меняла свой облик центральная часть города. Появились новые здания многоэтажных гостиниц, универмага, преобразилась улица М. Горького. Именно в эти годы был построены микрорайоны "Центральный", "Васильковка". Начал работать радиозавод, которому в перспективе отводилась роль крупнейшего завода не только в масштабах города, но и имеющего большое значение в масштабах Советского Союза. В 1982 году заработал Васильковский горно-обогатительный комбинат. В 1984 году закончилось строительство фарфорового завода. Построены новые корпуса областной больницы открываются новые поликлиники. В эти годы были пущены и многие другие предприятия. Активно протекает культурная жизнь города. В город часто наведываются артисты ведущих театров со всей страны.
В городе работает русский драматический театр.
20 января 1989 года открылся музей литературы и искусства, который является государственным хранилищем памятников, связанных с жизнью и творчеством писателей, деятелей культуры и искусства уроженцев региона.
Численность населения Кокчетава во второй половине 80-х годов перевалила за цифру в 150 тысяч человек.

## 1991 — наши дни. НезависимыйКазахстан

### Современный период

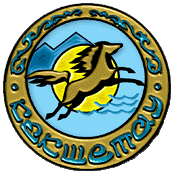
Современный Герб Кокшетау

После распада СССР в 1991 году и в годы становления и укрепления независимости Казахстана и в процессе реформирования экономики Кокчетаву как и многим другим городам пришлось пережить некоторые утраты. Перестал существовать один из флагманов промышленности - Кокчетавский приборостроительный завод. Сейчас в городе функционирует более 2 тысяч различных предприятий разных форм собственности. Некоторые из них работают довольно активно и имеют солидную репутацию и в масштабах городах и за пределами Казахстана.
В городе работает сеть частных кафе, магазинов, парикмахерских, отделений. Работают филиалы крупнейших казахстанских банков.
7 октября 1993 года вышло Постановление Президиума Верховного Совета РК о транскрибировании на русском языке наименований: Кокчетавская область как Кокшетауская и город Кокчетав как Кокшетау.
В 1995 году открывается музей Героя Советского Союза, академика, писателя М.Габдуллина.
6 марта 1996 года образован казахский музыкально-драматический театр им. Ш. Кусаинова.
В июне 1996 года на базе имевшихся в городе трех ВУЗов - педагогического, сельскохозяйственного и политехнического, а также филиала Карагандинского политехнического института, был открыт Кокшетауский государственный университет (КГУ), который носит имя земляка, ученого-энциклопедиста Ш. Уалиханова.
Весной 1997 года, начался ряд административных переустройств, который привел к тому, что Кокшетауская область была упразднена, в то время как сам город был лишён статуса областного центра и два года находился в составе Северо-Казахстанской области. По данным переписи, проведенной в марте 1999 года, численность населения города составила 132,9 тыс. человек.
После изменения административного устройства Акмолинской и Северо-Казахстанской областей Кокшетау стал городом областного значения Акмолинской области, а затем Указом Президента РК от 8 апреля 1999 г. административный центр был перенесён из Астаны в Кокшетау.